# Rad Racer II
Rad Racer II è un videogioco di corse prodotto da Square Soft per Nintendo Entertainment System nel 1990. Messo in commercio solo in Nord America, è il sequel di Rad Racer del 1987.

## Modalità di gioco
Il gameplay è virtualmente identico a quello del predecessore; le differenze infatti sono minime. Il cruscotto aggiunge un indicatore di direzione, una freccia che indica la direzione in cui la pista proseguirà nei prossimi momenti, permettendo al giocatore di posizionare il veicolo di conseguenza. Inoltre è presente il "Turbo Boost", che accelera immediatamente la vettura a 255 miglia orarie (la velocità massima, dato che in 8 bit 255 è il numero intero più alto); può essere eseguito tenendo la freccia verso il basso quando la gara inizia fino alla fine del conto alla rovescia. Esiste un codice per gareggiare al buio: tale codice oscura completamente lo schermo, mostrando solo le vetture, e se l'auto del giocatore si schianta farà un testacoda invece di ribaltarsi.
A differenza del prequel, Rad Racer II non ha una modalità tridimensionale, pertanto non supporta occhiali 3D.

## Accoglienza ed eredità
Il gioco non ha avuto il successo del predecessore, principalmente perché i due titoli sono quasi identici. Inoltre alcuni giocatori considerano il gameplay di Rad Racer II inferiore a quello di Rad Racer.
Il gruppo musicale Work Drugs ha pubblicato nel 2011 un singolo intitolato Rad Racer. Nel videoclip appaiono immagini di gioco di Rad Racer II.